# Renatelsat
A Renatelsat é uma empresa pública com caráter técnico e comercial da República Democrática do Congo, fundada em 1991. Sua missão, entre outros, é disponibilizar instalação, manutenção e gestão da rede doméstica de telecomunicações por satélite, operação técnica e comercial da rede. A empresa será responsável pelo projeto e operação do primeiro satélite de comunicação geoestacionário congolês, o CongoSat 01.